# 鳳林隧道

## 簡介
鳳林隧道位於臺灣鐵路管理局臺東線鳳林與萬榮間，全長863公尺。
臺鐵花東線全長約162公里，雙軌電氣化工程由2009年3月啟動，電氣化於2014年完成，雙軌化工程則分階段，先針對瓶頸路段進行雙軌化，已完成區間有壽豐至南平、萬榮至光復，新建4座雙線隧道（溪口隧道、光復隧道、新自強隧道、山里隧道），南平至萬榮間雙軌化工程則於民國2017年9月開工。
鐵道局東工處指出，南平至萬榮段預計2022年9月完工後，從壽豐到光復的26公里區間都是雙線，解決花東線鐵路現況大部分路段單線運輸問題，雙線運轉可降低延誤的衝擊，提升營運效率。

## 事故
2021年12月1日，臺鐵局一列由臺東站開往花蓮站之611次復興號列車，約20:42時行經萬榮站至鳳林站間，發生第3車與第4車分離，列車經重新連掛後續行至鳳林站，該起事故無人員傷亡。

## 外部連結
- 花東電氣化計畫（鐵路改建工程局） （页面存档备份，存于）